# North Cove (Engeland)
North Cove is een civil parish in het bestuurlijke gebied Waveney, in het Engelse graafschap Suffolk. In 2001 telde het dorp 464 inwoners.